# Bob Ross
Robert Norman Ross (sinh ngày 29/10/1942 – mất ngày 4/7/1995) là họa sĩ, giáo viên mỹ thuật và MC người Mỹ. Ông là nhà sáng lập kiêm MC cho chương trình truyền hình về hội họa The Joy of Painting, chiếu từ năm 1983 đến năm 1994 trên đài PBS của Mỹ. Chương trình cũng được phát sóng tại Canada, Mỹ Latinh và châu Âu. Bob Ross từ một nhân vật truyền hình trong những năm 1980 và 1990 trở thành một người nổi tiếng trên Internet trong thế kỷ 21, trở nên nổi tiếng với người hâm mộ trên YouTube và nhiều trang web khác sau khi ông qua đời.

## Thời thơ ấu
Bob Ross được sinh ra ở Daytona Beach, Florida, với cha là Jack Ross (một thợ mộc người Cherokee) và mẹ là Ollie Ross (một người làm phục vụ bàn), sau này lớn lên ở Orlando, Florida. Khi còn là một đứa trẻ, Ross đã dành thời gian để chăm sóc những con vật bị thương, chủ yếu bao gồm cả thú có mai, rắn và cá sấu. Một trong số đó là chú sóc mang tên Peapod (biệt danh đầy đủ là "Peapod The Pocket Squirrel"), được giới thiệu trong một vài tập của chương trình. Một con sóc khác, giống cái và bị bệnh động kinh, được Bob gọi là "Squirrely Wirrelly Brown" (con sóc được một bác sĩ thú y cứu chữa và chỉ sống được 6 tháng nhưng Bob vẫn nhắc về nó 4 đến 5 năm sau kể từ khi nhận nuôi) thì ít khi xuất hiện hơn (nó thường sống dưới tầng hầm nhà ông, bên trong một cái lồng lớn, nằm cạnh nơi mà nó có thể thấy ông vẽ). Ông có một người anh em cùng cha khác mẹ, Jim, người đã từng được ông nhắc đến trong chương trình của mình. Ross bỏ học cấp ba vào năm lớp 9 để làm thợ mộc cùng cha khi ông bị mất một phần ngón tay trỏ trái. Tuy nhiên, điều này không ảnh hưởng đến cách ông cầm bảng màu trong khi vẽ.

## Sự nghiệp quân ngũ
Năm 1961, khi Ross 18 tuổi, ông gia nhập Không quân Hoa Kỳ và được đưa vào phục vụ với tư cách là kỹ thuật viên hồ sơ y tế. Cuối cùng ông được thăng cấp lên Thượng sĩ, được xem như Trung sĩ hạng nhất tại Căn cứ Không quân Eielson ở Alaska. Đây cũng là lần đầu tiên ông được nhìn thấy tuyết và núi, mà sau đó đã trở thành chủ đề thường thấy trong tác phẩm nghệ thuật của ông. Ông đã rèn giũa kỹ thuật vẽ nhanh của mình để vẽ tranh và bán giữa những đợt nghỉ việc ngắn thường nhật. Việc giữ các vị trí trong quân ngũ đòi hỏi ông phải, theo cách nói của ông, "cương trực" và "hà khắc", "là người đàn ông bắt bạn phải cọ rửa nhà xí, người bắt bạn phải đi ngủ, người quát mắng bạn khi khi bạn đi muộn", Ross đã quyết định rằng nếu ông rời quân ngũ, ông sẽ không bao giờ phải la hét hay gắt gỏng nữa.

## Sự nghiệp hội họa
Trong nhiệm kỳ 20 năm của mình tại Không quân Hoa Kỳ, Ross đã tập trung vào sở thích vẽ tranh sau khi tham gia một lớp học nghệ thuật tại câu lạc bộ Neo U.S.O.. Ông thấy mình thường xuyên bất hòa với nhiều giáo viên dạy vẽ, những người thích vẽ tranh trừu tượng hơn. Nói theo cách riêng của Ross: "Họ sẽ cho bạn biết cái gì tạo ra một cái cây, nhưng họ sẽ không cho bạn biết cách vẽ một cái cây".
Ross đang làm nhân viên pha chế bán thời gian khi ông phát hiện ra một chương trình truyền hình có tên "The Magic of Oil Painting" (Sự Kỳ Diệu của Tranh Sơn Dầu), do họa sĩ người Đức Bill Alexander tổ chức. Alexander đã vẽ theo một phong cách hội họa xuất hiện từ thế kỷ 16 có tên là "alla prima" (Tiếng Ý có nghĩa là "nỗ lực đầu tiên"), hay còn được gọi là "wet-on-wet" (dịch thô là 'ướt đè lên ướt', đúng như tên gọi của nó, đây là phong cách vẽ trực tiếp lên trên lớp sơn ướt mà không để lớp dưới khô), cho phép ông ta hoàn thành một bức tranh trong chưa đầy 30 phút. Ross đã học và trở nên khá thành thạo phong cách vẽ này qua chương trình của Alexandre, và bắt đầu bán những bức tranh phong cảnh Alaska được vẽ bên trong những chiếc chảo vàng mới lạ. Khi Ross bắt đầu kiếm được nhiều tiền hơn từ việc bán những chiếc chảo vàng so với thu nhập từ công việc trong quân ngũ, ông đã rời khỏi Không quân vào năm 1981 sau 20 năm phục vụ, với cấp bậc Thượng sĩ.
Đầu tiên ông đến Florida và học hội họa dưới sự chỉ bảo của Alexander, sau đó gia nhập "Alexander Magic Art Supplies Company", trở thành một nhân viên bán hàng du lịch và gia sư. Annette Kowalski, người đã tham dự một trong các buổi dạy của mình, đã cho rằng có một cơ hội tuyệt vời để Ross có thể tự mình thành công và thuyết phục ông làm điều đó. Cô đầu tư tiền tiết kiệm cả đời vào công ty, cũng như Ross và vợ ông. Việc kinh doanh lúc đầu chật vật; kiểu tóc uốn của ông xuất hiện như một biện pháp cắt giảm chi phí, khi việc cắt tóc thường xuyên của ông trở nên quá đắt đỏ. Ross ngày càng khó chịu với phong cách của bản thân trong những năm cuối đời, nhưng vẫn giữ nó trong suốt sự nghiệp.

### Kỹ thuật hội họa
Ross đã sử dụng kỹ thuật sơn dầu wet-on-wet, trong đó họa sĩ tiếp tục thêm sơn lên trên lớp sơn còn ướt thay vì chờ một khoảng thời gian dài để mỗi lớp sơn khô. Ngay từ đầu, chương trình đã duy trì lựa chọn các công cụ và màu sắc đơn giản để người xem không phải đầu tư lớn vào các thiết bị đắt tiền. Ross thường xuyên khuyên dùng chất pha loãng sơn không mùi (hay còn gọi là tinh chất khoáng không mùi) để làm sạch bàn chải. Kết hợp phương pháp vẽ ướt với việc sử dụng bút vẽ lớn một và hai inch, cũng như dao vẽ, cho phép Ross vẽ cây, mây, núi và nước trong vài giây. Mỗi bức tranh sẽ bắt đầu với những nét đơn giản xuất hiện không khác gì những vệt màu. Khi anh ta thêm nhiều nét hơn, các đốm sẽ biến thành các cảnh quan phức tạp.
Ross đã vẽ ba phiên bản của hầu hết các bức tranh đặc trưng trong chương trình của mình. Cái đầu tiên được vẽ trước khi ghi hình, và ngồi trên giá vẽ, tắt camera, trong khi quay phim, trong đó Ross đã sử dụng nó như một tài liệu tham khảo, để tạo ra bản sao thứ hai mà người xem thực sự đã chứng kiến ông vẽ. Sau khi quay tập phim, Ross đã vẽ một phiên bản thứ ba chi tiết hơn để đưa vào sách hướng dẫn của mình.

### Khởi nguồn cảm hứng
Ross dành tặng tập đầu tiên của The Joy of Painting mùa thứ hai cho Bill Alexander, giải thích rằng "những năm trước, Bill đã dạy tôi kỹ thuật wet-on-wet tuyệt vời này, tôi cảm thấy anh ấy đã tặng tôi một món quà quý giá, và tôi muốn chia sẻ món quà đó với các bạn [người xem] ". Khi sự nổi tiếng của Ross ngày càng tăng, mối quan hệ của anh với Alexander ngày càng trở nên căng thẳng. "Anh ấy đã phản bội tôi", Alexander nói với tờ New York Times năm 1991. "Tôi đã phát minh ra"wet-on-wet", tôi đã đào tạo anh ấy, và... anh ấy nghĩ rằng anh ấy có thể làm điều đó tốt hơn." [18] Các nhà sử học nghệ thuật đã chỉ ra rằng kỹ thuật "wet-on-wet" (hoặc alla prima) thực sự bắt nguồn từ Flanders trong thế kỷ 15, và được Frans Hals, Diego Velázquez, Caravaggio, Paul Cezanne, John Singer Sargent và Claude Monet sử dụng.